# Hydrovatus niokolensis
Hydrovatus niokolensis är en skalbaggsart som beskrevs av Guignot 1956. Hydrovatus niokolensis ingår i släktet Hydrovatus och familjen dykare. Inga underarter finns listade i Catalogue of Life.